# Robbie Williams: Live in Las Vegas
Robbie Williams: Live in Las Vegas è stato il primo residency show del cantante britannico Robbie Williams, tenuto al Wynn Theater di Las Vegas nel 2019, e la sua prima serie di esibizioni negli Stati Uniti in oltre 16 anni.

## Antefatti

### Difficoltà di Williams nel mercato statunitense
Nel 1999 Robbie Williams pubblicò The Ego Has Landed, compilation che conteneva una selezione dei migliori brani tratti dai suoi primi due album, Life Thru a Lens e I've Been Expecting You, con l'intento di lanciare la sua carriera negli Stati Uniti. Williams partecipò come ospite al Tonight Show di Jay Leno e al Late Show di David Letterman e si esibì in un tour promozionale con concerti in piccole sale, ma non riuscì a replicare l'enorme successo già ottenuto in Europa, restando sostanzialmente sconosciuto al pubblico statunitense. I singoli Millennium e Angels ricevettero una buona rotazione in radio e su MTV, ma una volta entrate nella Billboard Hot 100 si fermarono alla 72ª e 53ª posizione, mentre nella Billboard 200 l'album non superò la 63ª posizione. Ad oggi ha venduto 600,000 copie negli Stati Uniti, ed è l'unico lavoro di Williams ad avere ricevuto una certificazione dalla RIAA.
Sing When You're Winning, pubblicato nel 2000, divenne il primo grande successo internazionale di Williams, ad eccezione degli Stati Uniti, dove si fermò alla 110ª posizione della Billboard 200.
Nel 2003 Williams tentò di nuovamente di sfondare nel mercato americano con Escapology, esibendosi al Tonight Show e al Tribeca Film Festival di New York, ma l'album arrivò solo alla 43ª posizione nella Billboard 200, rivelandosi un colossale flop.
Negli anni seguenti Williams era diventato il più grande artista maschile al mondo, ma rimaneva sostanzialmente sconosciuto negli Stati Uniti, con appena 1 milione di copie totali vendute nel paese; un primo tentativo per organizzare un suo residency show a Las Vegas nel 2007 non si concretizzò.
Nel 2009 Reality Killed the Video Star divenne il suo ultimo album pubblicato nel paese, dopo essersi fermato alla 160ª posizione nella Billboard 200. Lo stesso anno, a causa di un problema di agorafobia, Williams rifiutò un'offerta di 26 milioni di dollari per esibirsi negli Stati Uniti e sostituire Simon Cowell come giurato nel talent show American Idol.

## Accoglienza
Nel novembre 2018 Williams annunciò che avrebbe tenuto una serie di concerti al Wynn Theater di Las Vegas nel marzo del 2019, le sue prime performances negli Stati Uniti in più di 16 anni.
Le prime 6 date furono sold-out in meno di 30 minuti, portando gli organizzatori ad aggiungerne altre 10, anch'esse immediatamente esaurite; i vertici di AEG Live lo definirono il sold-out più veloce della loro carriera, mentre Williams "un sogno che diventa realtà".
Nel febbraio 2020 venne annunciata una seconda serie di 16 date tra il marzo e il luglio seguenti, anch'esse completamente sold-out, poi cancellate a causa dello scoppio della pandemia di COVID-19 nel marzo 2020.

## Scaletta
Dal concerto del 19 giugno 2019:
1. "The National Anthem of Robbie" (base di "Land of Hope and Glory") / "Party Like a Russian" Intro
2. "Live In Las Vegas"
3. "Let Me Entertain You"
4. "Land of 1000 Dancers" (Chris Kenner cover)
5. "Minnie the Moocher (The Ho De Ho Song)" (Cab Calloway cover)
6. "Ain't That a Kick in the Head" (Dean Martin cover)
7. "Creep" (Radiohead cover)
8. "It Wasn't Me" (Shaggy cover)
9. "Mr. Bojangles" (Jerry Jeff Walker cover)
10. "Somethin' Stupid" (Frank Sinatra cover)
11. "Sweet Caroline" (Neil Diamond cover) (duetto con Pete Conway)
12. ''That's Life'' (Frank Sinatra cover)
13. ''Shake Senora'' (The Everly Brothers & Harry Belafonte cover)
14. ''Copacabana'' (Barry Manilow cover)
15. "Swings Both Ways"
16. "Love My Life"
17. "Kids"
18. "Rock DJ"
19. "Feel"
20. "Angels"
21. "My Way" (Frank Sinatra cover)

## Date
| Data           | Città        | Stato        | Luogo        | Spettatori   |
| Nord America   | Nord America | Nord America | Nord America | Nord America |
| -------------- | ------------ | ------------ | ------------ | ------------ |
| 6 marzo 2019   | Las Vegas    | Stati Uniti  | Wynn Theater | 1,392        |
| 8 marzo 2019   | Las Vegas    | Stati Uniti  | Wynn Theater | 1,392        |
| 9 marzo 2019   | Las Vegas    | Stati Uniti  | Wynn Theater | 1,392        |
| 13 marzo 2019  | Las Vegas    | Stati Uniti  | Wynn Theater | 1,392        |
| 15 marzo 2019  | Las Vegas    | Stati Uniti  | Wynn Theater | 1,392        |
| 16 marzo 2019  | Las Vegas    | Stati Uniti  | Wynn Theater | 1,392        |
| 19 giugno 2019 | Las Vegas    | Stati Uniti  | Wynn Theater | 1,392        |
| 21 giugno 2019 | Las Vegas    | Stati Uniti  | Wynn Theater | 1,392        |
| 22 giugno 2019 | Las Vegas    | Stati Uniti  | Wynn Theater | 1,392        |
| 25 giugno 2019 | Las Vegas    | Stati Uniti  | Wynn Theater | 1,392        |
| 26 giugno 2019 | Las Vegas    | Stati Uniti  | Wynn Theater | 1,392        |
| 28 giugno 2019 | Las Vegas    | Stati Uniti  | Wynn Theater | 1,392        |
| 29 giugno 2019 | Las Vegas    | Stati Uniti  | Wynn Theater | 1,392        |
| 3 luglio 2019  | Las Vegas    | Stati Uniti  | Wynn Theater | 1,392        |
| 5 luglio 2019  | Las Vegas    | Stati Uniti  | Wynn Theater | 1,392        |
| 6 luglio 2019  | Las Vegas    | Stati Uniti  | Wynn Theater | 1,392        |

### Cancellazioni
| Data           | Città     | Stato       | Luogo        | Causa                                              |
| -------------- | --------- | ----------- | ------------ | -------------------------------------------------- |
| 24 marzo 2020  | Las Vegas | Stati Uniti | Wynn Theater | Scoppio della pandemia di COVID-19 nel marzo 2020. |
| 25 marzo 2020  | Las Vegas | Stati Uniti | Wynn Theater | Scoppio della pandemia di COVID-19 nel marzo 2020. |
| 27 marzo 2020  | Las Vegas | Stati Uniti | Wynn Theater | Scoppio della pandemia di COVID-19 nel marzo 2020. |
| 28 marzo 2020  | Las Vegas | Stati Uniti | Wynn Theater | Scoppio della pandemia di COVID-19 nel marzo 2020. |
| 31 marzo 2020  | Las Vegas | Stati Uniti | Wynn Theater | Scoppio della pandemia di COVID-19 nel marzo 2020. |
| 1 aprile 2020  | Las Vegas | Stati Uniti | Wynn Theater | Scoppio della pandemia di COVID-19 nel marzo 2020. |
| 3 aprile 2020  | Las Vegas | Stati Uniti | Wynn Theater | Scoppio della pandemia di COVID-19 nel marzo 2020. |
| 4 aprile 2020  | Las Vegas | Stati Uniti | Wynn Theater | Scoppio della pandemia di COVID-19 nel marzo 2020. |
| 3 luglio 2020  | Las Vegas | Stati Uniti | Wynn Theater | Scoppio della pandemia di COVID-19 nel marzo 2020. |
| 4 luglio 2020  | Las Vegas | Stati Uniti | Wynn Theater | Scoppio della pandemia di COVID-19 nel marzo 2020. |
| 5 luglio 2020  | Las Vegas | Stati Uniti | Wynn Theater | Scoppio della pandemia di COVID-19 nel marzo 2020. |
| 8 luglio 2020  | Las Vegas | Stati Uniti | Wynn Theater | Scoppio della pandemia di COVID-19 nel marzo 2020. |
| 10 luglio 2020 | Las Vegas | Stati Uniti | Wynn Theater | Scoppio della pandemia di COVID-19 nel marzo 2020. |
| 11 luglio 2020 | Las Vegas | Stati Uniti | Wynn Theater | Scoppio della pandemia di COVID-19 nel marzo 2020. |
| 12 luglio 2020 | Las Vegas | Stati Uniti | Wynn Theater | Scoppio della pandemia di COVID-19 nel marzo 2020. |
| 15 luglio 2020 | Las Vegas | Stati Uniti | Wynn Theater | Scoppio della pandemia di COVID-19 nel marzo 2020. |

## Recensioni
Lo spettacolo ha ricevuto recensioni estremamente positive; Rock Cellar Magazine ha definito Williams "un'artista magistrale e un intrattenitore di livello mondiale", e ha concluso la recensione affermando "quando il residency sarà finito, Robbie Williams avrà senza dubbio conquistato un numero significativo di nuovi fan negli Stati Uniti".